# 大议长

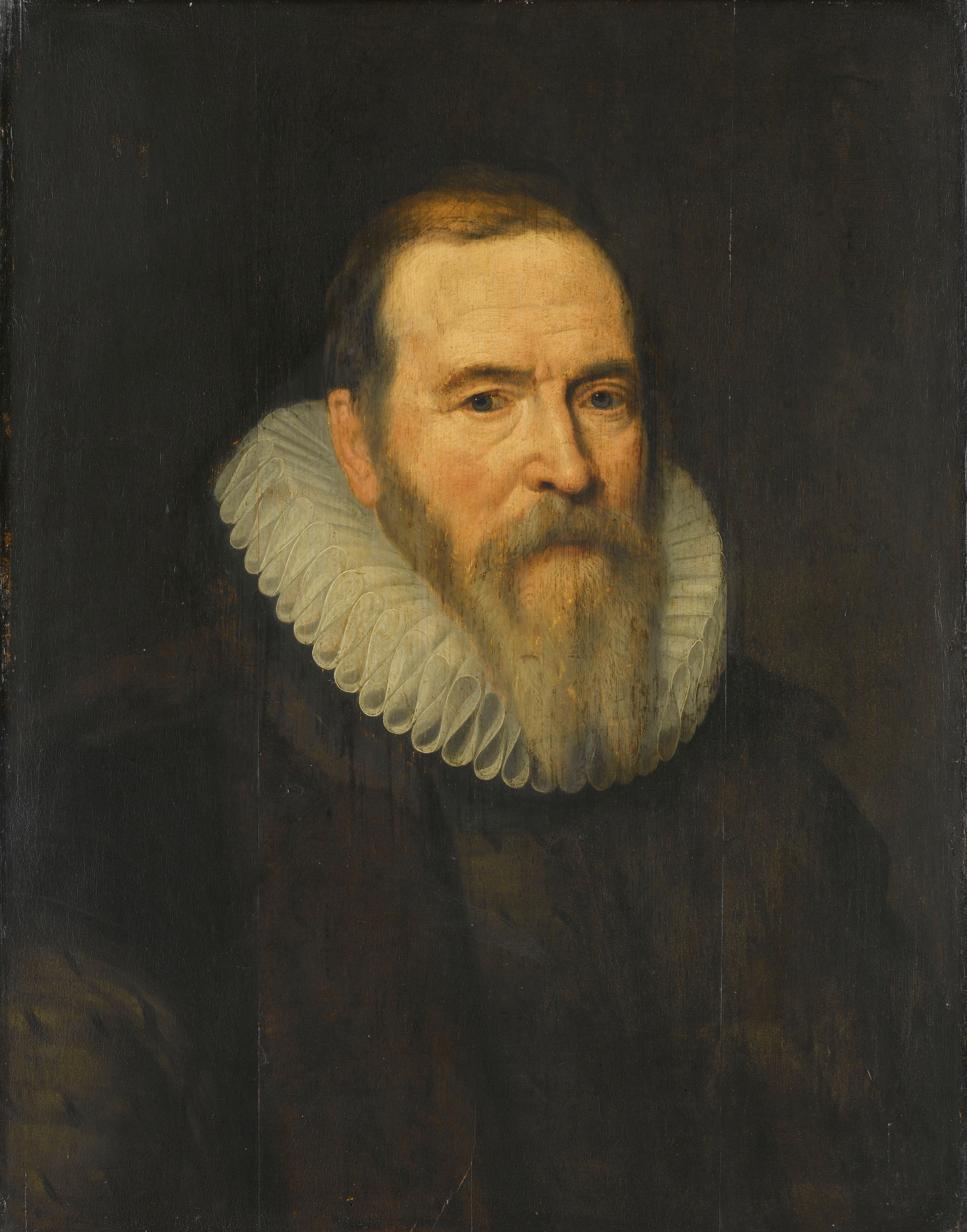
土地代言官约翰·范·奧尔登巴內费尔特

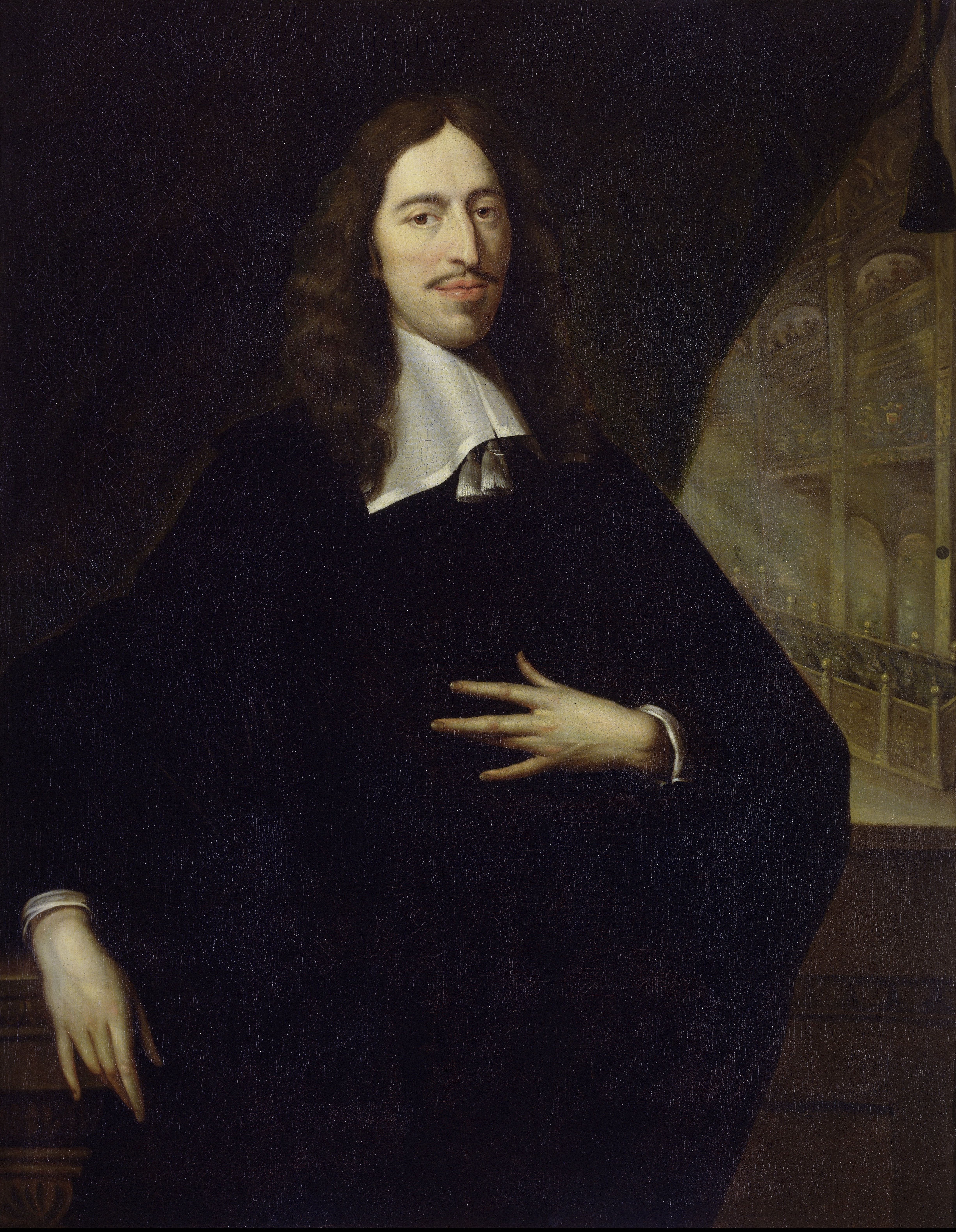
大议长约翰·德·维特

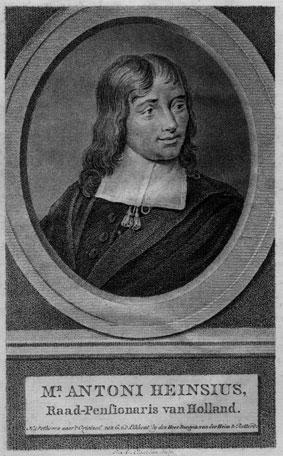
大议长安東尼·海因斯

大议长（ 荷兰语： raadpensionaris或raadspensionaris）为荷兰在1581年至1795年的尼德兰七省共和国（即中文俗称的“荷兰共和国”）时期的一个政府官职。大议长虽然在名义上只是共和国内各省议会下的一名官员，但在没有执政在位时，七省中最强大的荷兰伯国的大议长却经常作为整个共和国的最高行政长官。共和国的其它省份，如泽兰伯国，也设有过大议长的职位，但是实际权力远没有荷兰大议长那样强大。

## 历史沿革
荷兰伯国大议长在1619年前被叫做土地代言官（荷蘭語：landsadvocaat），名义上是荷兰省议会中贵族们的代表，但因为荷兰贵族手握重权，实际上也就等同于议会的主席。第一位到达权力巅峰的土地代言官是被称为荷兰国父的约翰·范·奧尔登巴內费尔特，此人在1586至1619年间独霸了荷兰省议会，并通过其控制了整个共和国的联省议会（荷兰伯国一直是七省共和国里实际权力最大的省份）——全国的政治文件和外交事务都要经他手处理。1619年5月12日，作为抗辩派支持者的奧尔登巴內费尔特被联省议会处以斩首死刑。
范·奧尔登巴內费尔特时期之后，土地代言官被改名为大议长，这一职位随后也失去了它的重要性。然而约翰·德·维特于1653年上位就任，在第一次无执政时期再一次将大议长这一官职变为了实际上的共和国领袖，在他治下的荷兰经历了黄金时代。遗产战争期间，德·维特利用外交手段，促成了反法1668年三国同盟的成立，在关键时刻使得战争局势逆转，发动侵略战争的法王路易十四也不得不作出让步。然而，此举最终导致了法荷战争的爆发，英法联军于1672年大举入侵荷兰，阿姆斯特丹危在旦夕，史称灾难年。德·维特民心丧尽，被迫下台，后更被暴民活活打死。关键时刻奥兰治亲王威廉三世临危受命，出任执政，最终力挽狂澜，拯救荷兰于危亡之中。第一次无执政时期也随即结束。
范·奧尔登巴內费尔特与德·维特之后，又有安东尼·海因斯为大议长。在威廉三世于1702年驾崩后，第二次无执政时期开始，海因斯联合其他欧洲国家组成奧格斯堡同盟，在西班牙王位继承战争成为反法同盟盟主。
1795年，拿破仑征服荷兰，尼德兰七省共和国终结，法国建立起了新的傀儡政权巴达维亚共和国。大议长职位也随之被废除。

## 延伸阅读
- Brouwer, M. . New York: Routledge. 2008. ISBN 9780415437059.
- Rowen, H. H. . Cambridge University Press. 2002. ISBN 9780521527088.
- Van Bockel, J. . Delft: Eburon. 2009. ISBN 9789059723504 （荷兰语）.